# Enarn
Enarn är en sjö i Nyköpings kommun i Södermanland och ingår i Kilaån-Motala ströms kustområde. Sjön är 2,1 meter djup, har en yta på 0,348 kvadratkilometer och är belägen 60,2 meter över havet.

## Delavrinningsområde
Enarn ingår i det delavrinningsområde (650383-155605) som SMHI kallar för Mynnar i havet. Medelhöjden är 62 meter över havet och ytan är 27,43 kvadratkilometer. Det finns ett avrinningsområde uppströms, och räknas det in blir den ackumulerade arean 37,69 kvadratkilometer. Avrinningsområdets utflöde Näveån mynnar i havet. Avrinningsområdet består mestadels av skog (78 procent). Avrinningsområdet har 0,35 kvadratkilometer vattenytor vilket ger det en sjöprocent på 1,3 procent. Bebyggelsen i området täcker en yta av 0,87 kvadratkilometer eller 3 procent av avrinningsområdet.

Enaren är en centralt belägen sjö i Lundaskog i ett landskap med små gamla jordbruk från 1600-1800 talen som är inbäddade i skogsterräng mellan bergsplatåer och större mossar.De första bosättningarna runt sjön är Enarstorp, 1600-tal, och Bråtan, Bävenstorp och Björntorp 1700-tal. Nyodlingar av åkermarken kring Enaren tog åter fart under den första delen av 1800-talet. Där torp och (gårdar) som Uttervik (1813), Stora Källmossen (1814), Stora Lundäng (1814), Lilla Lundäng (1814), Källmossen (1815), Bergalund (1818), Lida (1819), Ekdalsvik (1819), och senare Myrkärr som tillhörde Lida (1837), och Jonslund (1862) odlades upp.Vid Källmossen har det även funnits ett salpetersjuderi
På en karta från 1677, upprättad av Anders Andersson, är Enarens avrinning ut i Fadabäcken och vidare mot Fadadammen, idag är ju avrinningen mot Nävekvarn. På den karta som är upprättad 29 år senare, 1706 av Eric Agnér över Lunda Cronoallmänning, kan vi konstatera att avvattning sker öster ut sedan sydöst mot Nävekvarn genom en regleringsdamm vid Enarens utlopp, samt en dammvall nedströms vid Trångsund, Lilla Lundäng. Avvattning skedde nu mot Nävekvarn och bruket, som det gör än idag.
Sjön ska vara sänkt år 1889, med 2 meter.